# Тром-8
«Тром-8» — двухзвенный вездеход-амфибия на шинах сверхнизкого давления. 
Предназначен для перевозки людей и грузов по болотам и заснеженному бездорожью. 
Своё название «Тром» получил от одноимённой реки, впадающей в Обь чуть выше Сургута (более известна как Тромъёган). Цифра «8» означает 2008 год разработки. «Тром-8» может передвигаться по дорогам общего пользования, для управления требуется водительская категорию АIII.

## Особенности конструкции
Конструкция состоит из двух секций: управления и грузопассажирской. Днище секций — плоское и герметичное, все узлы и агрегаты находятся внутри секций. Каждая секция имеет по 4 колеса, приводимых в движение зубчатыми роликами за рисунок протектора шин.
Прообразом «Тром-8» послужил вездеход «Странник», выпускаемый в окрестностях Ярославля. Исходя из местных условий взяты серийные колеса намного большего диаметра — 1450 мм и изготовлен ролик для привода этих колес. Кардинальное отличие от вездехода «Странник», на котором ролик колес работал на прижим, состоит в том, что приводом колес у «Трома» изначально была схема "гибкой шестерни", то есть резиновое колесо с протектором и стальной ролик с рисунком зацепов, противоположный протектору колес.
Подвеска вездехода — балансирная. Каждая пара колёс крепится на металлическое коромысло, в центре которого проходит ось. Через ось проходит привод колёс. На твердом грунте коромысло движется свободно и обеспечивает вездеходу хорошую проходимость — ход колеса составляет больше метра. При езде по болотам специальный механизм фиксирует коромысло в продольной плоскости, для того чтобы из-за того, что ролик крутится назад, заднее колесо не погружалось в грунт, а переднее — не отрывалось от земли.
На плаву «Тром-8» держится за счёт герметичности секций и водоизмещения колёс. По воде вездеход передвигается за счёт вращения колёс, но для увеличения скорости возможна установка гребного винта с гидравлическим приводом. Снегоболотоход «Тром-8» может успешно заменять гусеничный транспорт с грузоподъемностью до 1,5 тонн.
Первоначально на вездеходе «Тром-8» использовались шины размером 1450х500-24" производства «Арктиктранс», но с 2016 г. применяются шины «Тром-16» собственного производства размером 1650х570-25" с прямым поперечным протектором, специально разработанным под роликовый привод.

## Технические характеристики
- Колесная формула : 8x8
- Длина, мм : 7500
- Ширина, мм : 2530
- Высота, мм : 2900
- Колея : 1950 мм
- Масса : 2750 кг
- Грузоподъемность : 1500 кг
- Число посадочных (спальных) мест : 9 (7)
- Дорожный просвет : 800 мм
- Радиус поворота : 13 м
- Наибольший угол подъема : 30°
- Угол поперечной устойчивости : 25°
- Скорость, по суше : до 25 км/час
- Скорость, на воде : 3 км/час
- Емкость топливного бака : 105 литров
- Емкость дополнительного бака : 100 литров
- Расход горючего : 6 литров/час
- Размер шин : 1650-570 мм
- Давления в шинах : 0,03 - 0,25 (кгс/см²)
- Давление на грунт : 90-120 гр/см².
- Двигатель : KUBOTA v 2403-T-E3 BTDI
- Тип двигателя : четырехцилиндровый
- Охлаждение : жидкостное
- Рабочий объем : 2400 см³
- Мощность при 2600 rpm : 44.0 kW(59.0 l.c)
- Крутящий момент при 1400 об/мин : Н*м (кгс-м)170 (17.0)
- Коробка передач : механическая, 4-ступенчатая
- Категория прав : А3

## Галерея

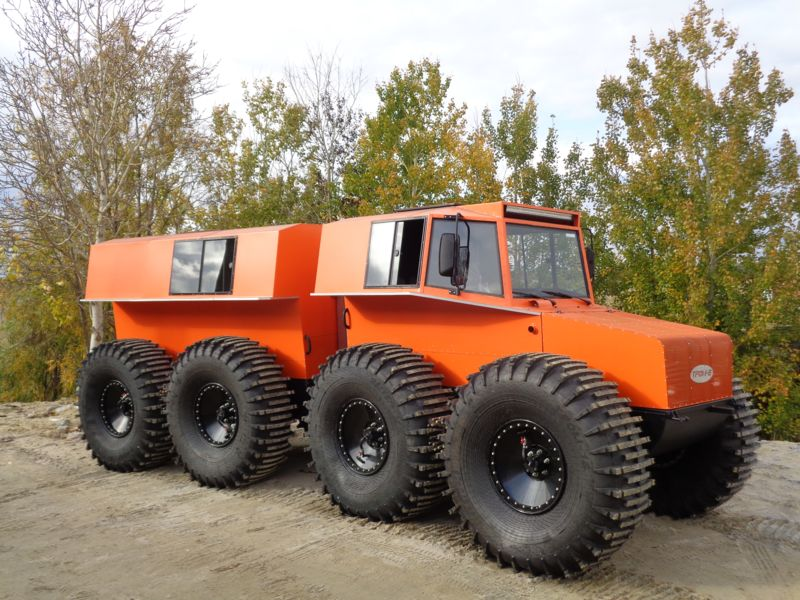
Общий вид
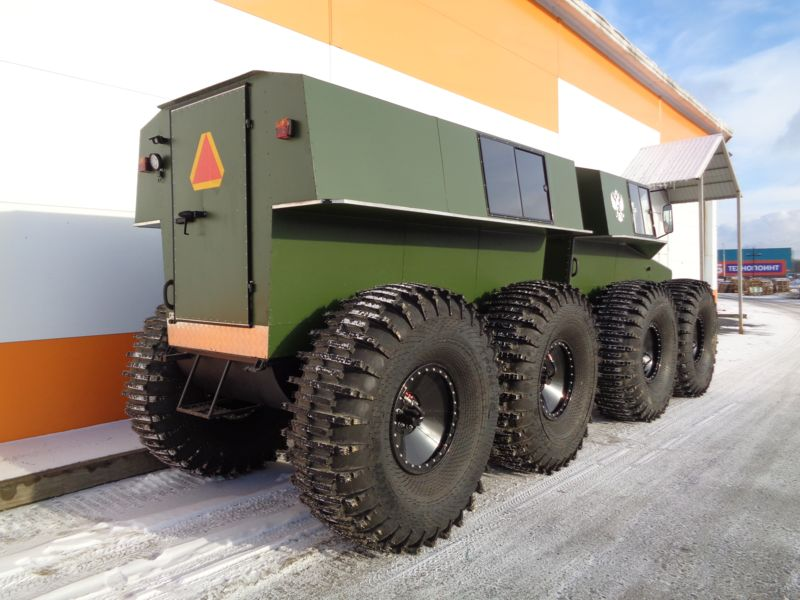
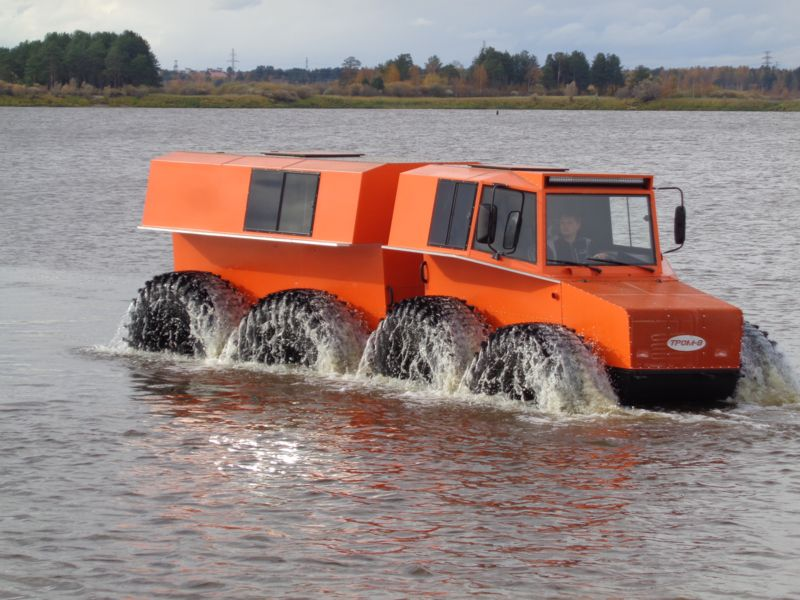
На плаву
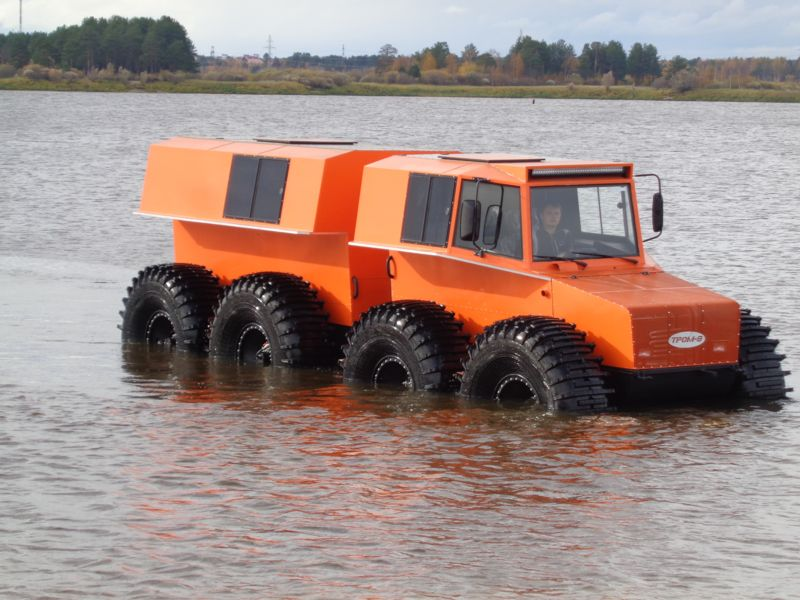
На плаву с выключенным двигателем
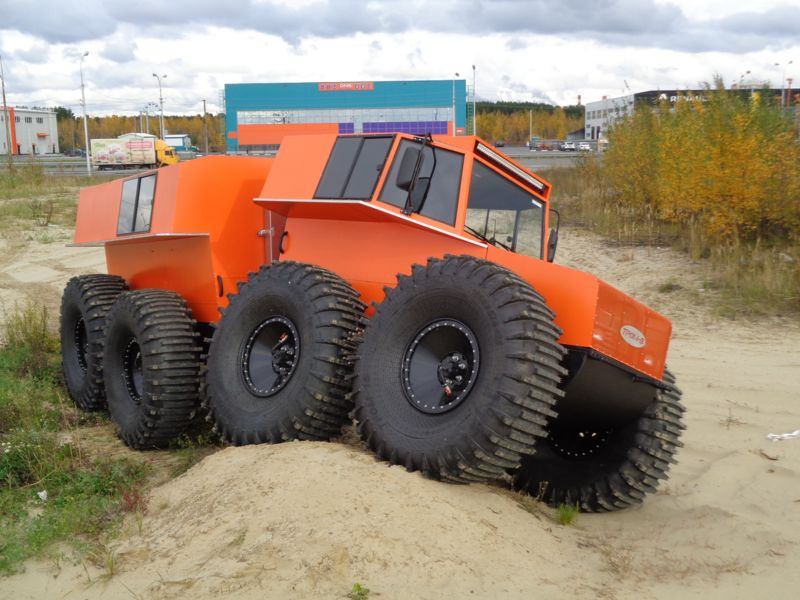
Работа шарнирно-сочленённого устройства
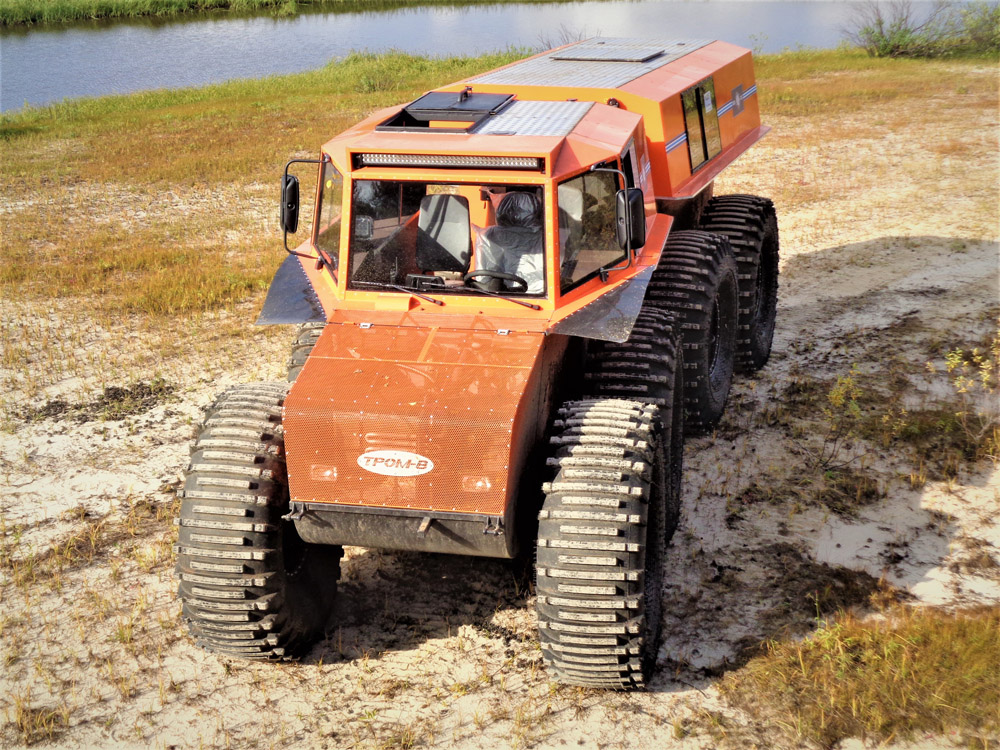
Фары защищены решёткой. В крыше каждой секции имеется люк.

## Специальные модификации
Помимо грузопассажирского «Тром-8» выпускаются различные специальные модификации:
    - оснащенный буровой установкой;
    - оснащенный экскаваторной установкой;

    - с мульчерной навеской фрезерного типа. В этом случае на машину может устанавливаться двигатель ЯМЗ-534 мощностью 200 л. с.

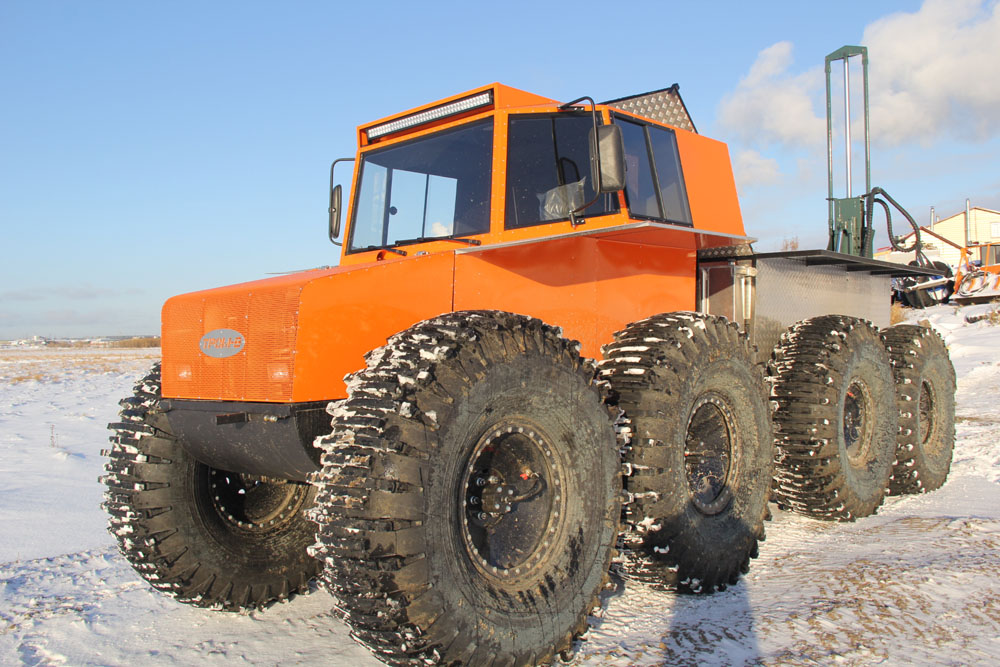
Буровая установка
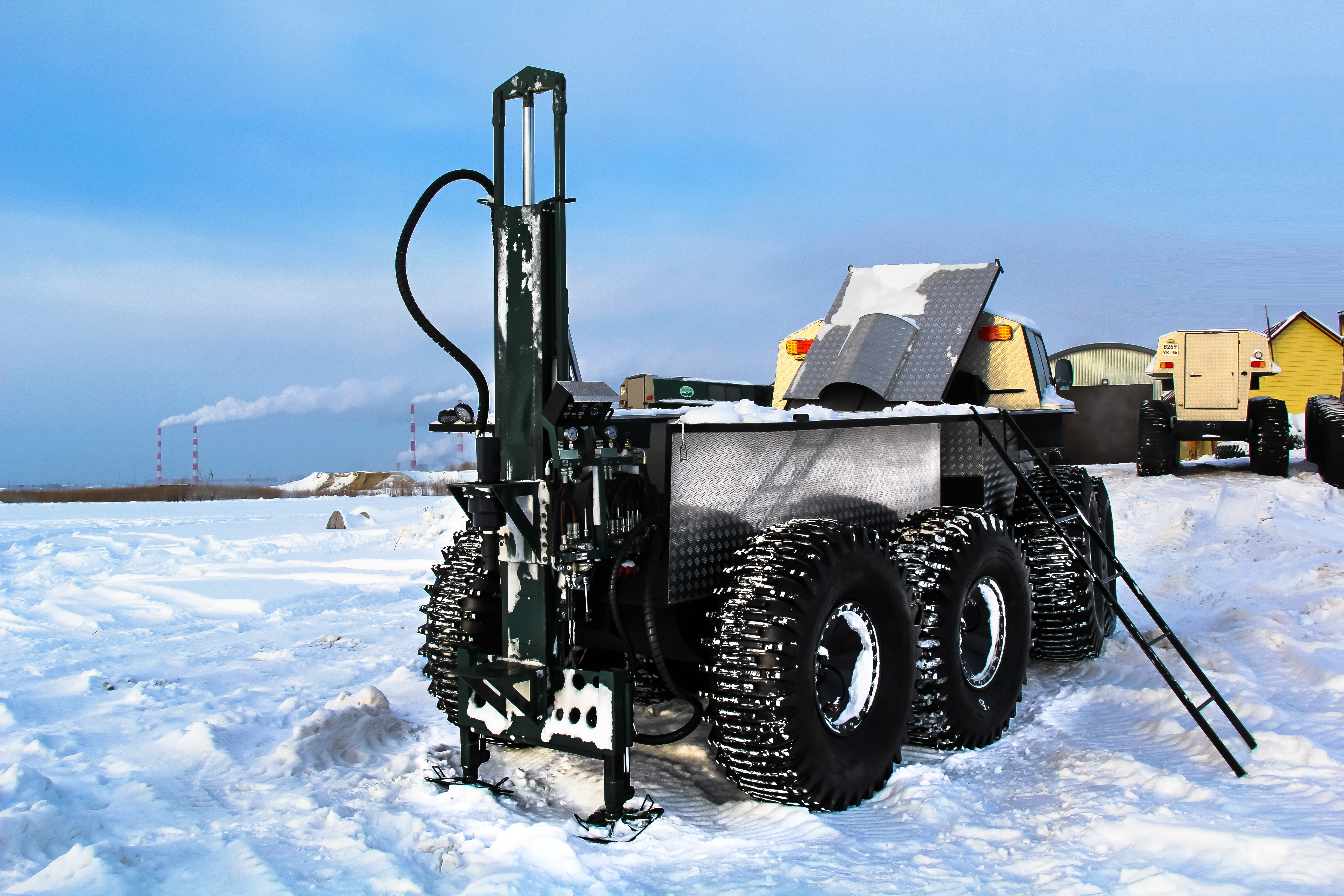
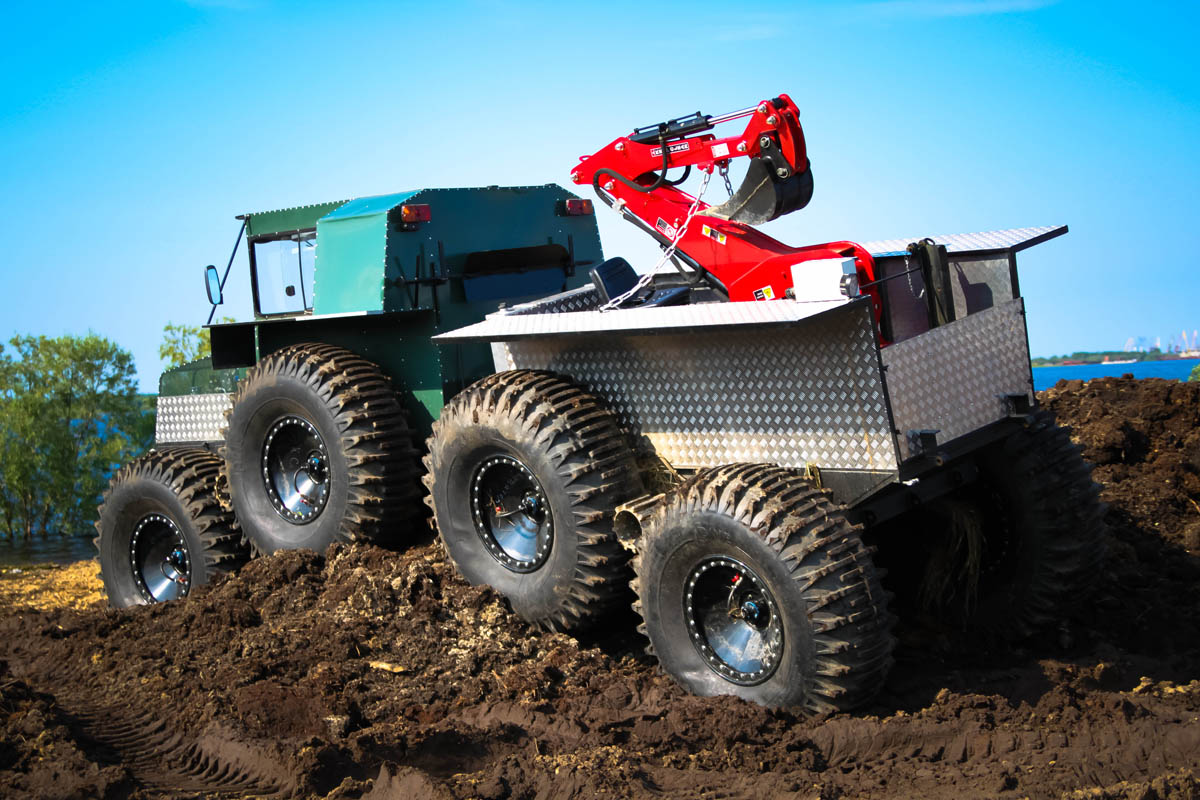
Экскаватор
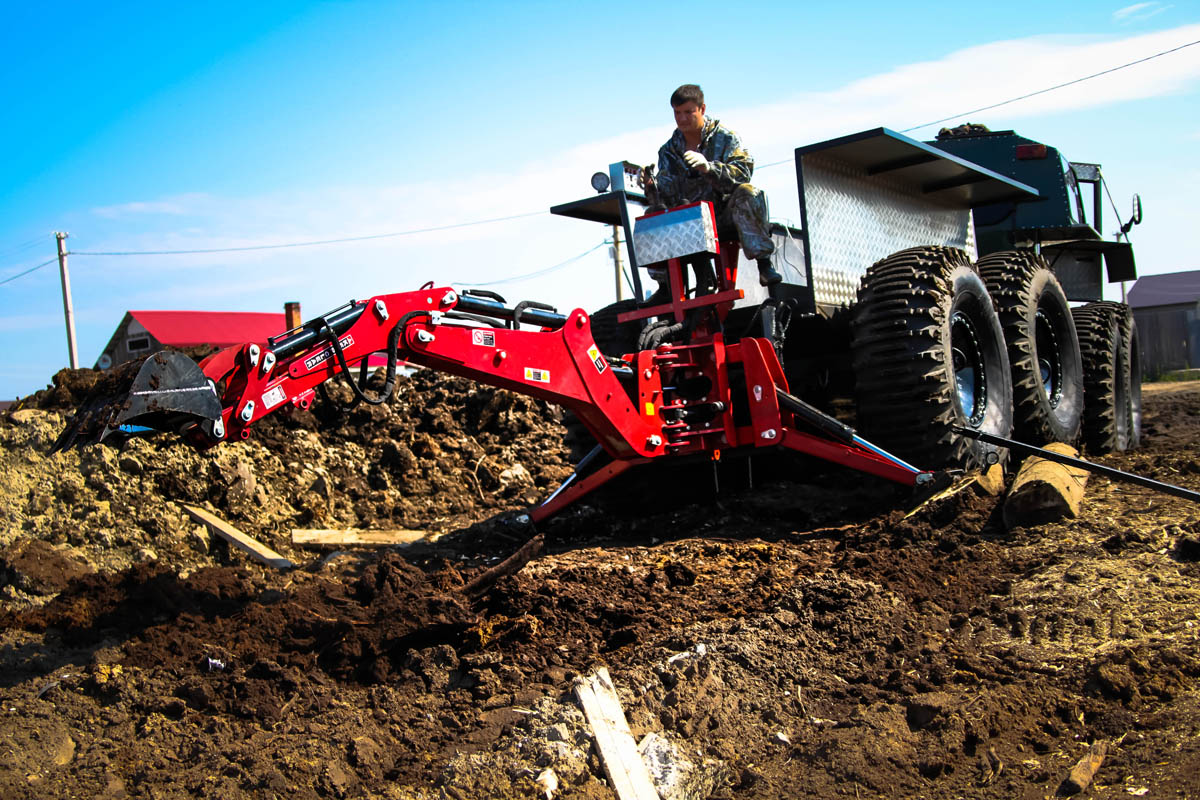
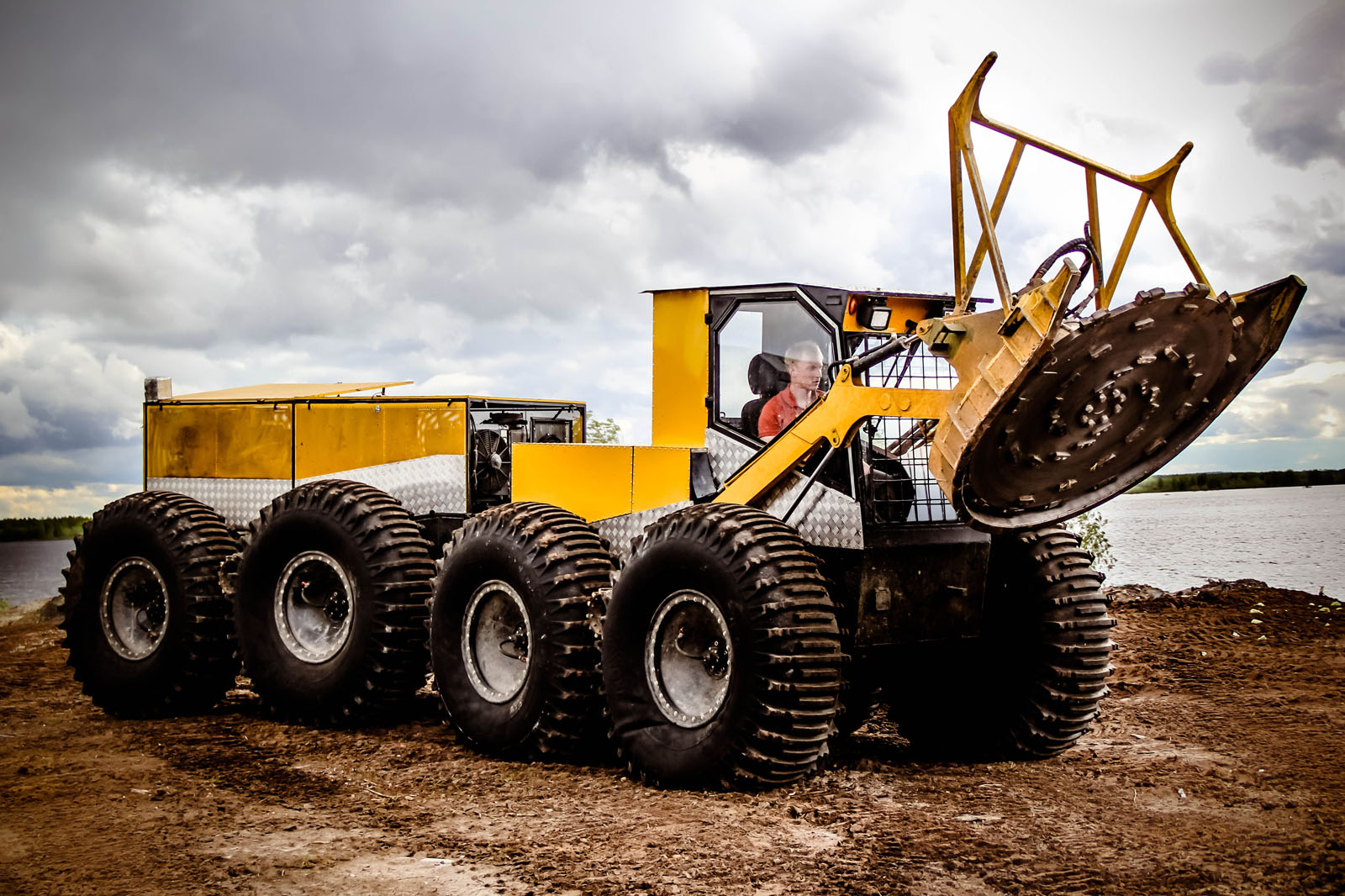
Мульчер
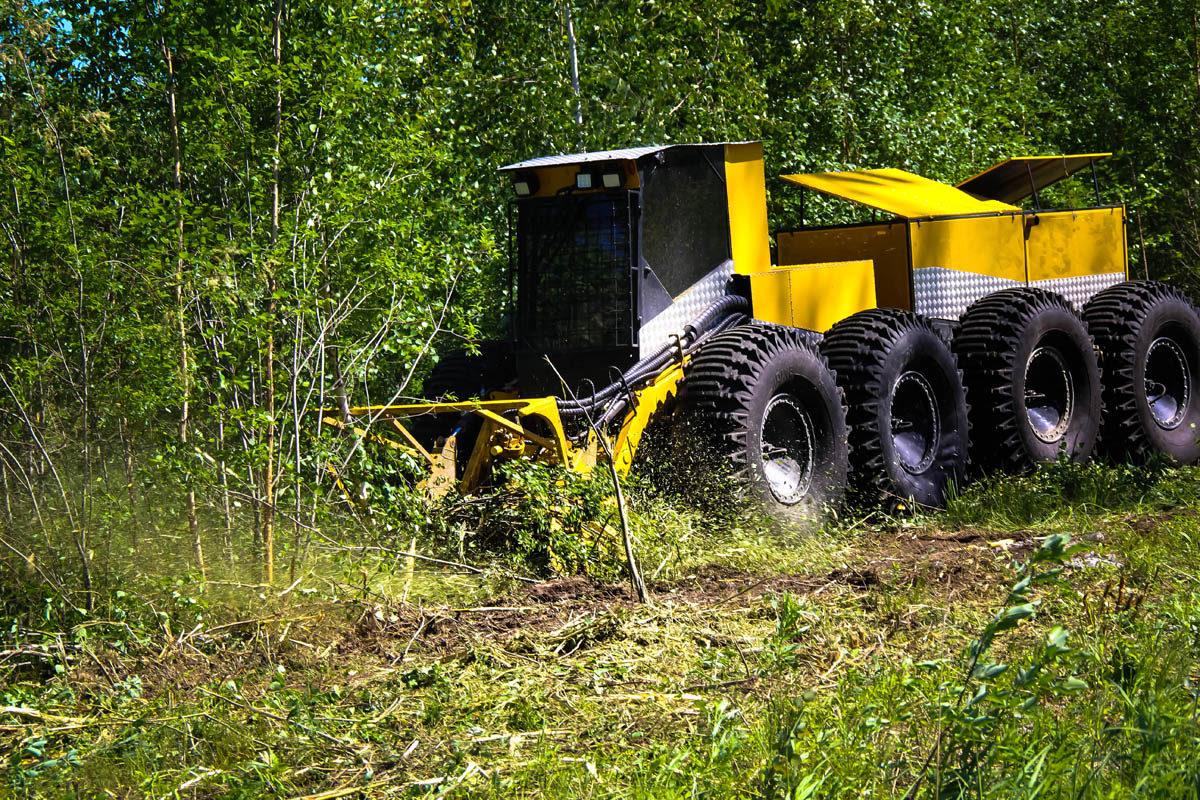
Работа мульчера
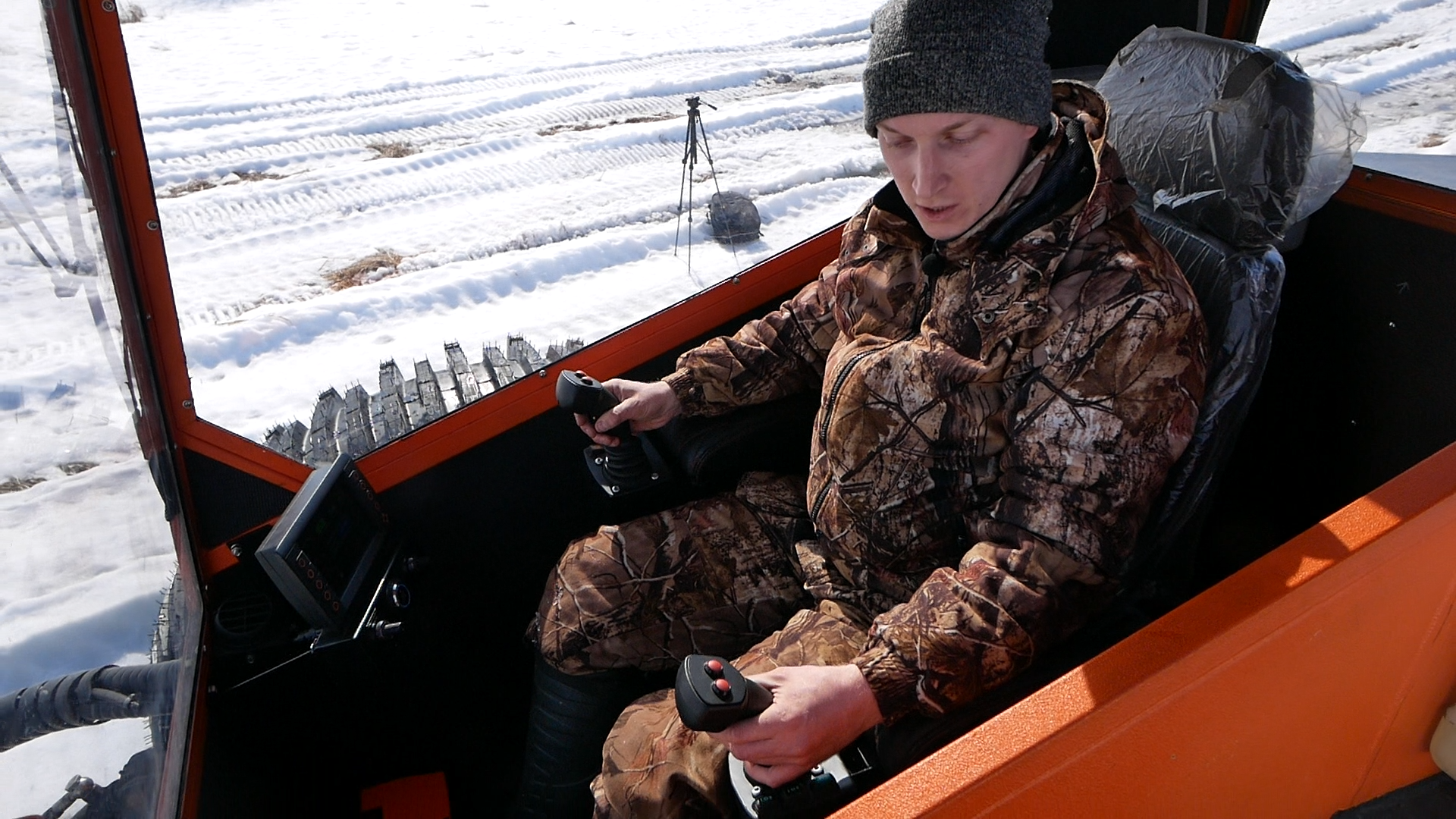
Управление мульчером осуществляется двумя специальными рычагами-джойстиками
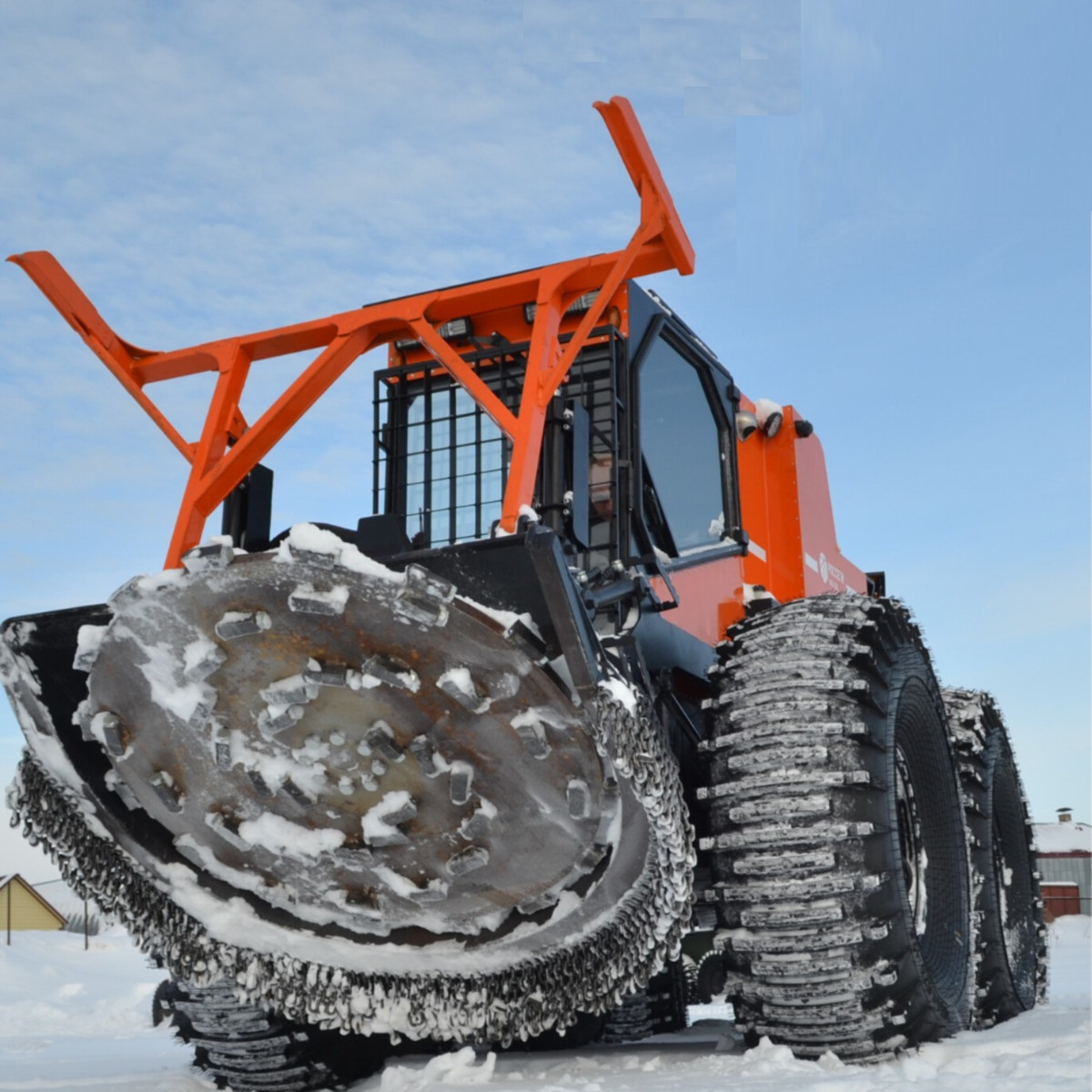
Фреза мульчера крупным планом

## Эксплуатация
Вездеход «Тром-8» используестя такими компаниями, как Газпром, Роснефть, Россети и др. На конец 2020 г. продано более 180 снегоболотоходов «Тром-8». По состоянию на 18 февраля 2022 г. выпуск превысил 250 единиц.

## Интересный факт
Шины «Тром-16» пользуются большой популярностью при постройке вездеходов. В частности, они применяются / применялись на снегоболотоходах «Север», «Лесник», «Хищник», «Шатун», «Тайфун», «СКБ Газстроймашина», BigBo, АГ20, Tracker и «Атлас».